# Saotis varicoxa
Saotis varicoxa är en stekelart som först beskrevs av Thomson 1894.  Saotis varicoxa ingår i släktet Saotis och familjen brokparasitsteklar. Arten är reproducerande i Sverige. Inga underarter finns listade i Catalogue of Life.